# 平樂人行陸橋
平樂人行陸橋，又稱俊成橋，位於臺灣臺北市大同區大稻埕涼州街與延平北路口、銜接太平國小與永樂國小，為商人游俊成於1968年捐獻以保學童安全，2014年計畫拆除，後獲得保留。

## 造型
平樂人行陸橋為臺北市政府新建工程處設計，工信工程公司承建。該橋也是樂團五月天《突然好想你》的MV場景。
構造採用預力混凝土大樑。橋長20.80公尺，橋面淨寬3.75公尺。大樑外側設有鋁質字夾，以備慶典兼牌樓之用。大樑間裝置二百瓦水銀燈，以免橋下路面發生陰影。四座上下樓梯各寬1.50公尺，踏步配以斬石子，設止滑金鋼砂條。欄杆為鋁質經陽極處理，配斬石子混凝土柱。橋燈設於柱內。排水設施是於橋面及樓梯設置集水孔。

## 建立
在中山高速公路未開通前，經臺1甲來臺北市的車輛下台北大橋後，就會遇到路寬不過十來公尺、穿過當時商業重心大稻埕的延平北路，因此車流量極大。太平國小校友陳永暉回憶，早時延平北路沒有交通號誌，兒時的上學路途須與車爭道、險象環生。1967年8月23日，台北市府工務局局長王章清在記者招待會中，宣布臺北市升格直轄市後，為顧及急需，第一年建設內容將包括興建人行陸橋。其中臺北市長高玉樹任內原有計劃之一，是在涼州街與延平北路口興建人行陸橋。
1968年5月16日下午5點半，經營中藥進口的游俊成在市警局第八分局長劉錫誥、市警局交通科長王協五陪同下訪晤高玉樹，表示想出錢在延平北路涼州街口興建一座人行陸橋。游俊成出身貧苦家庭，彰化縣人，篤信佛教，為太平國小家長，早期從事過裁縫店店員與青果批發生意，後成為雙龍貿易行董事長、建成體育會會長、台北市中藥商業同業公會理事長，有女兒游美智。《聯合報·黑白集》稱讚他不是什麼知名大戶，卻慷慨解囊，以確保穿越延平北路的國校小學生安全，是功德無量。
游俊成在同月27日捐贈華南銀行四十萬元面額支票時說道，捐款作陸橋是三年前他目睹一場悲慘的車禍後所立的心願。31日，台北市臨時市議會臨時動議，請市府將該人行陸橋命名為「俊成」橋，以激發社會人士熱心公益的風氣。
1968年7月20日興工典禮，由國民黨市黨部主委梁興義按鈕開工，延平區民眾服務分社理事長詹聰義主持典禮，來賓還有市黨部副主委林溪圳、市府代表延平區長黃生塗、太平國校校長陳臣火、永樂國校校長李金蟬等，分別代表市民和國校師生，向在場的游俊成表示謝意。12月9日上午9點半，平樂人行陸橋落成典禮，由高玉樹剪綵後登橋，再由市議會議長張祥傳以及游俊成接著過橋。17日，游俊成受第十一屆全國表場好人好事運動大會表揚。

## 保存
臺北市在日治時期就有人行陸橋，如始政四十周年記念臺灣博覽會時跨越橢圓公園、連接各館的人行陸橋。臺北市第一座鋼架人行陸橋，則是1968年2月在建成圓環圓環郵局前興建。
大臺北地區的人行陸橋大多是民意代表要求下所建，路幅較小、設有斑馬線的陸橋，使用率一向偏低。依新建工程處在2012年初統計，臺北市仍有八十七座人行陸橋，超過三分之二的陸橋平面都有行穿線，在行人路權抬頭後，視障者也寧願改走平面行穿線，陸橋使用率更低，除陸橋被諷刺成為裝置藝術，還會因橋墩擋住駕駛視線釀成車禍，故2006年起市府訂出要分階段拆除的計畫。
2014年9月，新工處為測試平樂人行陸橋拆除後對用路人的影響，試封閉該橋二十一天後，評估橋雖安全無虞，但使用率不高，應可拆除，引起在地文史工作者邱翊、在地居民反對。之後太平國小校友會透過文化局2016年台北世界設計之都補助計畫，以「點亮太平町——大稻埕北方門戶光環境建置計畫」之名來舉辦座談會，凝聚居民與太平、永樂兩校校友保存的共識。獲得保存後，太平國小校友會出面整理各方資訊，期許未來可將陸橋依《文資法》申請文化景觀保存。
2025年2月民間發起"呼籲保存大稻埕平樂人行陸橋"連署
該網站提到"台北市政府計畫在2026拆除平樂人行陸橋